# Beautiful Boy (Darling Boy)
〈Beautiful Boy (Darling Boy)〉는 1980년 존 레논에 의해 씌여지고 발표된 곡이다. 레논의 생전 마지막 앨범이자 오노 요코와의 공동 앨범인 《Double Fantasy》에 수록되었다. 레논이 사망한 후, "Watching the Wheels"를 B 사이드로 싱글 커트되기도 했다.
폴 매카트니는 1982년 BBC 라디오 쇼 "데저트 아일랜드 디스크"의 40 주년 기념 에디션에 출연, "Beautiful Boy (Darling Boy)"를 가장 좋아하는 레논의 곡 중 하나로 선택했고, 2007년 6월 오노 요코 또한 같은 쇼에 출연, "Beautiful Boy (Darling Boy)"를 가장 좋아하는 레논의 곡 중 하나로 선택했다.
이 곡은 1982년 11월 발매된 존 레논의 편집 앨범 《The John Lennon Collection》의 홍보를 위해 싱글 "Happy Xmas (War Is Over)"의 B 사이드로 사용되었다.

## 배경
이 곡은 발표 당시 5살이었던 아들 숀 레논에게 바치는 일종의 자장가이다. 레논은 비틀즈 시절에도 전처 신시아 파월과의 사이에서 태어난 아들 줄리안 레논에게 바치는 "Good Night"(덧붙여서, 이 곡이 발표된 당시의 줄리안의 나이도 5살이었다.)을 발표한 적이 있지만, "(아빠 노릇을 하지 못하는 상황에서) 부끄럽다"는 이유로 링고 스타가 대신 부르게 했다. 하지만 이 곡에서는 스스로 노래하고 있다.

## 가사
이 곡의 가사에서는 레논이 어린 아들 숀에게 인생에 관해 말하고 있는 인상깊은 문구들이 나타난다. 이러한 문구들은 비틀즈 시절 폴 매카트니와 함께 만든 "We Can Work It Out"이나 솔로 시절 발표한 "How?"에서도 나타나고 있어, 이 곡을 앤서송으로 보는 경우도 있다.
| “ | Out on the ocean sailing away / I can hardly wait / To see you come of age / But I guess we'll both just have to be patient / 'Cause it's a long way to go / A hard row to hoe / Yes it's a long way to go (바다에 나가 항해하면서 / 기다리기 힘들구나 / 네가 자라서 어른이 된 모습을 보는 걸 / 하지만 우리 둘 다 인내심을 갖고 기다려야겠지 / 왜냐하면 갈 길이 머니까 / 아주 힘든 길이란다 / 그래, 갈 길이 멀단다) | ” |
|   | — "Beautiful Boy (Darling Boy)"의 연결구 부분 |   |

이 곡의 마지막에서 레논은 그가 쓴 비틀즈의 곡 "Good Night"에서 링고 스타가 "Good night, good night, everybody ... (좋은 밤, 좋은 밤, 모두)"라고 마지막에서 속삭였던 것처럼, "Goodnight Sean, I'll see you in the morning (좋은 밤 숀, 아침에 보자)"라며 마찬가지로 속삭이고 있다.